# Basilia robusta
Basilia robusta är en tvåvingeart som beskrevs av Oskar Theodor 1956. Basilia robusta ingår i släktet Basilia och familjen lusflugor.
Artens utbredningsområde är Uganda. Inga underarter finns listade i Catalogue of Life.